# Ли Хери
Ли Хери (кор. 이혜리, Lee Hye-ri; род. 9 июня 1994, Кванджу, Чолла-Намдо, Республика Корея) — южнокорейская певица, танцовщица, актриса и модель, более известная под сценическим именем Хери. Является самой младшей участницей группы Girl’s Day, получила большую популярность после участия в дорамах «Ответ в 1988» (2015), «Шоумен» (2016) и «Мой сосед - кумихо» (2021).

## Ранние годы и образование
Хери родилась 9 июня 1994 года в Кванджу, Южная Корея. У неё есть сестра, Херим, которая старше её на два года.
В средней школе Хери была замечена Dream Tea Entertainment, а позже стала участницей Girl’s Day. Хери поступила в Сеульскую школу исполнительских искусств, а также обучалась в Университете Конкек, где специализировалась на фильмах.

## Карьера
В сентябре 2010 года Хери и Юра были объявлены новыми участницами Girl’s Day, когда ушли Джин и Джисон, которые были на протяжении двух месяцев с группой.
В 2012 году Хери снялась в дораме «Сладкая дорога» канала SBS, где сыграла самую младшую из четырёх дочек в семье.
После её четырёхдневного появления в «Реальном мужчине» в августе 2014, её видеоклип с инструкцией по эгье стал очень популярным в Южной Корее. За три дня клип набрал более одного миллиона просмотров.
Позже Хери получила ведущую роль в «Исследователи Женской высшей школы Сонам», которая транслировалась по кабельному каналу jTBC в декабре 2014. Она сыграла участницу детективного клуба, которая была помешана на своей внешности. В том же году Хери получила главную роль в «Хайд, Джекилл, Я» канала SBS, которая транслировалась в январе 2015.
В 2015 году Хери получила ведущую роль в сериале «Ответ в 1988». Премьера состоялась в ноябре, дорама стала очень успешной со зрительским просмотром в 18,8 %, тем самым побив все рекорды корейского телевидения. Хери получила признание от критиков и аудитории за прекрасное изображение своей героини.
В 2016 году Хери получила ведущую роль с Кан Мин Хеком и Джи Соном из CNBLUE в дораме «Шоумен», премьера которой состоялась 20 апреля 2016 года.
В сентябре того же года Хери была назначена послом программы «Free Semester Program» Министерством образования.

## Пресса
Успех «Ответа в 1988», а также закрепившийся за Хери статус иконы эгье, позволили ей стать одной из лучших рекламных моделей Южной Кореи. Продажи продуктов от Хери, таких как: ланч-боксы 7-Eleven и Nongshim рамен возросли на 50-78 %.
В марте 2015 года Хери была награждена почётным значком признательности Министерством занятости и труда за «содействие минимальной заработной платы, осведомлённости и соблюдения». На Lunar New Year 2016 года она пожертвовала свыше 50 миллионов вон в Community Chest of Korea для улучшения благосостояния пожилых людей. Позже, Хери пожертвовала ту же сумму в Korea Disaster Relief Organisation для пострадавших от пожара на рынке Сонем.
В 2016 году занимала третье место из сорока в Forbes Korea Power Celebrity.

## Личная жизнь
В марте 2013 было объявлено, что Хери встречается с Тони Ан из мужской группы H.O.T, но пара рассталась спустя 8 месяцев отношений. Отношения привлекли СМИ из-за их 16-ти летней разницы в возрасте.
С 2016 года состоит в отношениях с актёром Рю Джун Ёлем, с которым они познакомились на съёмках дорамы «Ответ 1988» годом раннее. Их отношения были подтверждены в 2017 году. В ноябре 2023 года стало известно, что пара рассталась.

## Дискография
Главная статья: Girl’s Day — Дискография.

## Фильмография

### Телесериалы
| Год       | Название                           | Канал        | Роль         | Заметки        |
| --------- | ---------------------------------- | ------------ | ------------ | -------------- |
| 2011      | Я поверила ему                     | MBC Every 1  |              | Камео          |
| 2012      | Вкусная жизнь                      | SBS          | Чжан Мин Хен |                |
| 2013      | Любовь и война                     | KBS2         | Саму Себя    | Камео          |
| 2014      | Будь высокомерной                  | SBS Plus     | Саму Себя    | Камео          |
| 2014–2015 | Детективы старшей школы Сонам      | jTBC         | Ли Ю Хи      | Второстепенная |
| 2015      | Хайд, Джекил и я                   | SBS          | Мин У Джин   | Второстепенная |
| 2015–2016 | Ответ в 1988                       | tvN          | Сон Док Сон  | Ведущая        |
| 2016      | Шоумен (сериал 2016)               | SBS          | Чон Дже Рим  | Ведущая        |
| 2017      | Два копа                           | MBC          | Сон Джи Ан   | Второстепенная |
| 2019      | Мисс Ли                            | tvN          | Ли Сон Шин   | Главная        |
| 2020      | Записки юности                     | KST          | Ли Хё Джи    | Камео          |
| 2021      | Пугающее сожительство              | tvN          | Ли Дам       | Главная роль   |
| 2021–2022 | Когда цветут цветы, я думаю о луне | KBS2         | Кан Ро Со    | Главная роль   |
| 2022      | Могу ли я помочь тебе              | MBC          | Пэк Дон Джу  | Главная роль   |
| 2025      | Дружеское соперничество            | U+ Mobile TV | Ю Дже И      | Главная роль   |

### Развлекательное шоу
| Год  | Название                             | Роль                    | Канал       | Замтеки |
| ---- | ------------------------------------ | ----------------------- | ----------- | --- |
| 2011 | «Let’s Go! Dream Team Season 2»      | Гость, эпизод № 90      | KBS2        | С Участницами Girl’s Day |
| 2012 | «Weekly Idol»                        | Гость, эпизод № 74      | MBC Every 1 | |
| 2013 | «Weekly Idol»                        | Гость, эпизод № 105     | MBC Every 1 | |
| 2013 | «Star King (TV series)»              | Гость, эпизод № 343,344 | SBS         | |
| 2014 | «Weekly Idol»                        | Гость, эпизод № 134     | MBC Every 1 | |
| 2014 | «Crisis Escape No. 1»                | Гость, эпизод № 423     | KBS2        | |
| 2014 | «We Got Married»                     | Гость, эпизод № 223—262 | MBC         | |
| 2014 | «Let’s Go! Dream Team Season 2»      | Гость, эпизод № 241     | KBS2        | С Ян Чон Хеком, Рики Ким, Чой Бен Чоль, Сон Джин Ен, Пак Хен Бин, Хенгкон, Кисеп, Хун, Рави и Лео, Сеунгах, Сери, Дахи и другие |
| 2014 | «Crisis Escape No. 1»                | Гость, эпизод № 441     | KBS2        | |
| 2014 | «Crisis Escape No. 1»                | Гость, эпизод № 446     | KBS2        | С участницами Girl’s Day |
| 2014 | «The King Of Food»                   | Гость, эпизод № 14      | KBS2        | С Ким Ван Сун, Бен У Мином, Сон Джи Ен                                                                                          |
| 2014 | «Real Men»                           | Участник                | MBC         | С Ра Ми Ран, Хон Ен Хи, Ким Со Ен, Пак Сын Хи, G.NA                                                                             |
| 2014 | «SNL Korea»                          | Гость, эпизод № 99      | tvN         | С Участницами Girl’s Day |
| 2014 | «1 vs. 100»                          | Гость                   | KBS2        | |
| 2014 | «Golden Fishery (Radio Star)»        | Гость, эпизод № 404     | MBC         | С Кангнам, Чой Тэ Джуном, Ю Бин Дже                                                                                             |
| 2014 | «Witch Hunt»                         | Гость, эпизод № 68      | jTBC        | С О Джи Хо |
| 2014 | Eco Village                          | Гость, эпизод № 13      | SBS         | |
| 2014 | «Star King (TV series)»              | Гость, эпизод № 357     | SBS         | |
| 2014 | «Entertainment Weekly»               | Гость                   | KBS2        | С Участницами Girl’s Day |
| 2015 | «One Night of TV Entertainment»      | Гость                   | SBS         | |
| 2015 | «Real Men (TV series) Season 2»      | Рассказчик              | MBC         | |
| 2015 | «The Return of Superman (TV series)» | Рассказчик              | KBS2        | |
| 2015 | «After School Club»                  | Гость, эпизод № 168     | Arirang     | С Участницами Girl’s Day |
| 2015 | «Girl’s Day One Fine Day»            | Участник                | MBC Music   | С Участницами Girl’s Day |
| 2016 | «The Return of Superman (TV series)» | Рассказчик              | KBS2        | |
| 2016 | «One Night of TV Entertainment»      | Гость                   | SBS         | «Ответ 1988» Фан-встреча |
| 2016 | «Entertainment Weekly»               | Гость                   | KBS2        | С участницами Girl’s Day |
| 2016 | «Entertainment Weekly»               | Гость                   | KBS2        | Guerrilla Date segment |
| 2016 | «Hidden Camera Shot Battle»          | Гость, эпизод № 1       | MBC         | С участницами Girl’s Day |
| 2016 | «Running Man (TV series)»            | Гость, эпизод № 294     | SBS         | С Сон Мин Хо и Нам Тэ Хеном |
| 2016 | «Happy Together (2001 TV series)»    | Гость, эпизод № 444     | KBS2        | С Юра, Чой Сун ВОном, Ли Су Еном                                                                                                |
| 2016 | «Tasty Road»                         | Гость, эпизод № 28      | OliveTV     | С Соджин и Мина |
| 2016 | «31 Salon»                           | Гость, эпизод № 5       | OnStyle     | with Girl's Day members |
| 2016 | «My Ear’s Candy / Candy In My Ears»  | Гость, эпизод № 9,10    | tvN         | Чан Гын Сок правильно угадал идентичность его Кенди                                                                             |

### Хостинг
| Год     | Название                            | Канал   | Замтеки                                          |
| ------- | ----------------------------------- | ------- | ------------------------------------------------ |
| 2011    | «The Show»                          | SBS MTV | С Химчаном из B.A.P                              |
| 2014    | «MBC Gayo Daejejeon»                | MBC     | С Хим Сун Джу, Чон Хен Мо, Сою, Ли Ю Ри          |
| 2014-15 | «The Show»                          | SBS MTV | С Джиен из T-ara, Чон Ук, Зхоуми из Super Junior |
| 2015    | «4th Gaon Chart K-Pop Awards»       | KBS2    | С Литыком из Super Junior                        |
| 2015    | «Show! Music Core»                  | MBC     | С Чанелем и Чоа                                  |
| 2016    | «Inkigayo»                          | SBS     | С Джексоном и Ю Сундже                           |
| 2016    | «Idol Star Athletics Championships» | MBC     | Чун Хен Мо, Ли Су Ген, Чу Квон                   |
| 2016    | «KBS Entertainment Awards»          | KBS2    | С Ли Хви Дже, Ю Хи Ель                           |

### Музыкальные видеоклипы
| Год  | Название Песни       | Артист         | Роль      |
| 2013 | «Shaking Heart»      | C-Clown        | Саму Себя |
| 2013 | «Tarzan»             | Wonder Boyz    | Джейн     |
| 2013 | «My Student Teacher» | NC.A           | Саму Себя |
| 2015 | «I Am Korea»         | Разные Артисты | Саму Себя |

## Награды и номинации
| Год  | Награда                       | Категория                                           | Номинированная Работа | Результат    |
| ---- | ----------------------------- | --------------------------------------------------- | --------------------- | ------------ |
| 2014 | «MBC Entertainment Awards»    | Лучший Женский Новичок                              | «Real Men»            | Выиграла     |
| 2015 | «Daum Awards»                 | Восходящая Айдол Актриса                            | N/A                   | Выиграла     |
| 2016 | «8th Style Icon Asia»         | Награда Айдол Актрисе                               | N/A                   | Выиграла     |
| 2016 | «8th Style Icon Asia»         | Икона Стиля                                         | N/A                   | Номинирована |
| 2016 | «52nd Paeksang Arts Awards»   | Лучшая Актриса Новичок                              | «Reply 1988»          | Номинирована |
| 2016 | «52nd Paeksang Arts Awards»   | Самая Популярная Актриса                            | «Reply 1988»          | Номинирована |
| 2016 | «4th Annual DramaFeverAwards» | Лучший Поцелуй с Пак Бо Гомом                       | «Reply 1988»          | Выиграла     |
| 2016 | «5th APAN Star Awards»        | Лучшая Актриса Новичок                              | «Reply 1988»          | Выиграла     |
| 2016 | «9th Korea Drama Awards»      | Лучшая Актриса Новичок                              | «Reply 1988»          | Номинирована |
| 2016 | «TvN10 Awards»                | Актриса Дормаы                                      | «Reply 1988»          | Номинирована |
| 2016 | «TvN10 Awards»                | Восходящей Звезде, Актрисе                          | «Reply 1988»          | Выиграла     |
| 2016 | «TvN10 Awards»                | Лучший Поцелуй с Пак Бо Гомом                       | «Reply 1988»          | Номинирована |
| 2016 | «1st Asia Artist Awards»      | Самая Популярная Актриса                            | «Reply 1988»          | Номинирована |
| 2016 | «6t Hallyu Awards»            | Награда за Актёрство                                | «Reply 1988»          | Выиграла     |
| 2016 | «2016 SBS Drama Awards»       | Награда Новой Звезде                                | «Entertainer»         | Выиграла     |
| 2016 | «2016 SBS Drama Awards»       | Превосходная Награда, Актриса Романтической Комедии | «Entertainer»         | Номинирована |